# Tina Helba
Tina Helba (1918 – 24 de mayo de 2010) fue una actriz de teatro y televisión argentina.

## Biografía
Trabajó con Mecha Ortiz e Iris Marga y formó parte del elenco de la Comedia Nacional Argentina dirigida por Antonio Cunill Cabanellas.
Actuó en París en 1962 y en Madrid donde presentó Cuatro amores y una actriz.
Hizo giras por América Latina y trabajó en televisión en ciclos teatrales y telenovelas.
Actuó en el filme La mujer de las camelias dirigida en 1953 por Ernesto Arancibia.
Escribió una autobiografía Un paseo por el teatro argentino.
En 1953 integró el elenco que en el programa de televisión Teleteatro de los lunes que se transmitía ese día a las 18.45 horas representó Cinco voces de mujer escrito por Elsa Martínez (las otra cuatro actrices fueron Leda Urbi, Nelly Darén, Pepita Meliá y Leda Zanda).
Integró la comisión directiva de la Casa del Teatro hasta su fallecimiento.
La Asociación Argentina de Actores, junto con el Senado de la Nación, le entregó el Premio Podestá a la Trayectoria Honorable en 1999.

## Televisión
- La Selva es mujer. (1972-1973). Tira. Canal 13.
- Así amaban los héroes (1971) Serie .... Francisca
- Esta mujer es mía (1971) Serie .... Clara
- Una luz en la ciudad (1971) Serie .... Madre Superiora
- Estrellita, esa pobre campesina (1968) Serie .... Josefa
- Candilejas (1965) Serie .... Madre de Marcelo

## Filmografía
- La mujer de las camelias (1954)